# Heteroleuca albida
Heteroleuca albida là một loài bướm đêm trong họ Geometridae.